# Fil rouge du destin
 (mai 2018).
Le fil rouge du destin (en chinois simplifié : 姻缘红线 ; en chinois traditionnel : 姻緣紅線 ; en pinyin : Yīnyuán hóngxiàn), fil rouge du mariage ou simplement légende du fil rouge, connu encore sous d'autres noms, est une croyance de l'Asie de l'Est provenant d'une légende chinoise. 
Les deux personnes liées par le fil rouge sont des amants destinés à être ensemble, quels que soient le lieu, le moment ou les circonstances. Ce cordon magique peut s'étirer ou s'emmêler, mais jamais se rompre. Ce mythe est similaire au concept occidental d'âme sœur ou de flamme jumelle. 
Le rouge représente l'amour, l'attraction et le désir.

## Folklore
La présentation du fil rouge du destin se fait à travers l'histoire d'un jeune garçon. Se dirigeant chez lui la nuit, un jeune garçon voit un vieil homme (Yue Xia Lao) debout sous le clair de lune. L'homme explique à l'enfant qu'il est attaché par un fil rouge à sa femme destinée. Yue Xia Lao montre alors au garçon la jeune fille qui est destinée à être sa femme. Étant jeune et ne portant pas d'intérêt à avoir une femme, le jeune garçon ramasse une pierre et la lance sur la fille, avant de s'enfuir. Plusieurs années plus tard, lorsque l'enfant est devenu un jeune homme, ses parents arrangent un mariage pour lui. Durant la nuit de son mariage, sa femme l'attend dans leur chambre, avec le traditionnel voile couvrant son visage. Quand il le retire, il est ravi de découvrir que sa femme est l'une des plus grandes beautés de son village. Cependant, elle porte un ornement sur son sourcil. Il lui demande pourquoi elle en porte un ; elle lui répond que quand elle était une jeune fille, un garçon lui a jeté une pierre qui l'a frappée, laissant une cicatrice sur son sourcil. Elle porte l'ornement pour la couvrir. La femme est en fait la même jeune fille connectée à l'homme par le fil rouge que Yue Xia Lao lui a montré dans son enfance, montrant ainsi qu'ils étaient reliés par le fil rouge du destin et destinés à être ensemble.